# Lukáčovce
Lukáčovce este o comună slovacă, aflată în districtul Nitra din regiunea Nitra. Localitatea se află la altitudinea de 168 m deasupra n.m., se întinde pe o suprafață de 16,84 km2 și în 2017 număra 1.164 de locuitori.

## Istoric
Localitatea Lukáčovce este atestată documentar din 1309.

## Demografie
| An:                | 1994 | 2004   | 2014   | 2024   |
| ------------------ | ---- | ------ | ------ | ------ |
| Număr de persoane: | 1037 | 1084   | 1142   | 1168   |
| Diferență:         |      | +4,53% | +5,35% | +2,27% |

| An:                | 2023 | 2024   |
| ------------------ | ---- | ------ |
| Număr de persoane: | 1164 | 1168   |
| Diferență:         |      | +0,34% |